# Karl von Tubeuf
Karl von Tubeuf (Amorbach, 20 gennaio 1862 – Monaco di Baviera, 8 febbraio 1941) è stato un micologo tedesco.

## Biografia
Fu il genero del botanico Robert Hartig (1839-1901). Conseguì la sua formazione presso il Collegio Forestale di Aschaffenburg e presso l'Università di Monaco, dove nel 1888 si qualificò come docente. Dal 1902 al 1933 fu professore di scienze forestali presso l'Università di Monaco.
Il genere di fungo Tubeufia (Penz. & Sacc., 1897; famiglia Tubeufiaceae) fu nominato in suo onore.

## Opere principali
Il suo libro Pflanzenkrankheiten durch kryptogame Parasiten verursacht, (1895) fu tradotto anche in inglese con il titolo Diseases of plants induced by cryptogamic parasites (1897).
Altre sue opere:
- Beiträge zur Kenntniss der Baumkrankheiten, 1888.
- Samen, Früchte und Keimlinge der in Deutschland heimischen oder eingeführten forstlichen Culturpflanzen, 1891.
- Die Haarbildungen der Coniferen, 1896.
- Die Nadelhölzer mit besonderer Berücksichtigung der in Mitteleuropa winterharten Arten, 1897.
- Der echte Hausschwamm und andere das Bauholz zerstörende Pilze (2ª edizione, 1902).
- Monographie der Mistel, 1923.[3]